# Aconitum calthifolium
Aconitum calthifolium är en ranunkelväxtart som beskrevs av Comber. Aconitum calthifolium ingår i släktet stormhattar, och familjen ranunkelväxter. Inga underarter finns listade i Catalogue of Life.